# Europäische Bankenunion
Die Europäische Bankenunion bezeichnet die im Mai 2014 beschlossene Übertragung von nationalen Kompetenzen auf zentrale Institutionen, oder die Schaffung von einheitlichen, gemeinsamen Richtlinien und Regelungen im Bereich der Finanzmarktaufsicht und der Sanierung oder Abwicklung von Kreditinstituten innerhalb der Europäischen Union bzw. der Eurozone.

## Bestandteile der Bankenunion
Die zwei zentralen Pfeiler der Bankenunion sind:
- Einheitlicher Bankenaufsichtsmechanismus (englisch Single Supervisory Mechanism, SSM) – Einführung einer zentralen Bankenaufsicht von Großbanken in der Eurozone durch die EZB
- Einheitlicher Bankenabwicklungsmechanismus (englisch Single Resolution Mechanism, SRM) – Schaffung einer zentralen Abwicklungsbehörde (SRB) zur Abwicklung illiquider Großbanken; diese kann unter gewissen Bedingungen auf einen gemeinschaftlichen Fonds (SRF) zurückgreifen, um Abwicklungsmaßnahmen zu finanzieren.

Als mögliche dritte Säule der Bankenunion wurde über eine gemeinsame Einlagensicherung diskutiert, da Abwicklung und Einlagensicherung eng miteinander verknüpft sind. Als besonders strittig galt, dass es bei einer solchen gemeinsamen Einlagensicherung automatisch zu einer Vergemeinschaftung von Bankverlusten kommt. Als Kompromiss wurden stattdessen gemeinsame Standards für die nationalen Einlagensicherungssysteme erarbeitet.
Untermauert wird die Bankenunion durch ein einheitliches Regelwerk, welches für alle 27 Mitgliedstaaten der EU anwendbar ist, und das durch die verschiedenen Behörden des Europäischen Finanzaufsichtssystems (insbesondere die Europäische Bankenaufsichtsbehörde) erstellt werden. Kernelemente des einheitlichen Regelwerks sind die folgenden drei Richtlinien, die für die gesamte EU Anwendung finden:
- Eigenkapitalrichtlinie: Richtlinie 2013/36/EU vom 26. Juni 2013, welche die Eigenkapitalanforderungen nach Basel III umsetzt
- Einlagensicherungsrichtlinie: Richtlinie 2014/49/EU vom 16. April 2014, welche die Einlagensicherung für Anleger harmonisiert
- Abwicklungsrichtlinie: Richtlinie 2014/59/EU vom 15. Mai 2014, welche die Sanierung und Abwicklung illiquider Banken regelt

## Gründe für die Bankenunion und Entwicklung
Die Krise im Euroraum hat Schwachstellen in der Architektur der Währungsunion aufgezeigt. Es zeigte sich, dass die gemeinsame Geldpolitik eine gemeinsame Bankenaufsicht benötigt. Bankenkrisen und Rettungsaktionen auf Kosten des Sozialstaats und der Steuerzahler waren letztlich die Folge. Eine Bankenunion – bestehend aus einer europäischen Bankenaufsicht, Bankenabwicklung und gemeinsamen Standards für die Einlagensicherung – war als Ordnungsrahmen nötig. Zur Stabilisierung des Bankensektors sollte sie an folgenden Problemfeldern ansetzen:
- Den Risikoverbund aus Banken und Staaten lockern, damit sich Banken- und Staatsschuldenkrisen nicht mehr gegenseitig verstärken,
- die Möglichkeit der Aufsichtsarbitrage verhindern, indem Bankenaufsicht und -abwicklung auf die europäische Ebene gehoben werden, und
- Wettbewerbsverzerrungen durch Systemrelevanz verringern, indem die großen und systemrelevanten Banken unter besonderer europäischer Aufsicht stehen.

Pläne der Europäischen Kommission für eine zentrale europäische Bankenaufsicht – nach der Insolvenz der amerikanischen Investmentbank Lehman Brothers im Jahr 2008 – scheiterten anfänglich am Widerstand der EU-Mitgliedsstaaten, da diese keine Kompetenzen bei der nationalen Aufsicht über die Banken abgeben wollten.
2011 wurde das Europäische Finanzaufsichtssystem mit drei Finanzaufsichtsbehörden für das Bankwesen (EBA), das Versicherungswesen (EIOPA) und das Wertpapierwesen (ESMA) gegründet. Hauptaufgabe der Finanzaufsichtsbehörden ist die Entwicklung von einheitlichen Aufsichtsstandards, die Überwachung liegt weiterhin primär bei den nationalen Aufsichtsbehörden der Mitgliedsstaaten. Im weiteren Verlauf hat sich dieses System als nicht ausreichend zur Bewältigung der Finanzkrise in Europa erwiesen. Insbesondere die Erfahrungen aus der Staatsschuldenkrise in Zypern seit 2011 haben gezeigt, dass die nationale Bankenaufsicht nicht ausreichend auf die Krise reagiert hatte.
Im Juni 2012 warf EU-Kommissionspräsident José Manuel Barroso die Pläne für eine zentrale Bankenaufsicht erneut auf: Seiner Vorstellung nach sollten die größten Banken aus allen 28 Mitgliedstaaten unter die Aufsicht einer europäischen Behörde gestellt werden. Beim Brüsseler EU-Gipfel der Staats- und Regierungschefs beschlossen diese am 29. Juni 2012, dass der Europäische Stabilitätsmechanismus (ESM) direkte Finanzhilfen an Banken erst dann geben darf, wenn eine effiziente Bankenaufsicht auf europäischer Ebene unter Beteiligung der Europäischen Zentralbank (EZB) für die Eurozone installiert worden sei. Gleichzeitig beauftragte der Gipfel die EU-Kommission damit, in Kürze einen entsprechenden Mechanismus zu präsentieren; vor allem in Deutschland und Großbritannien stießen diese ursprünglichen Pläne für eine umfassende europäische Bankenaufsicht auf Kritik. Im September 2012 stellte Barroso die Pläne der EU-Kommission in seiner „State of the Union“-Rede vor dem Europaparlament vor: Demnach sollte die EZB bereits zum 1. Januar 2013 die Aufsicht über die Banken übernehmen, die ESM-Hilfen beantragen. In einem zweiten Schritte sollte die EZB ab Juli 2013 die Kontrolle über systemrelevante Großbanken in der Eurozone übernehmen und ab Anfang 2014 über alle Banken in der Eurozone. Letztlich wäre die EZB für die Aufsicht über mehr als 6.000 Banken verantwortlich gewesen.
Im Dezember 2012 einigten sich die europäischen Finanzminister auf Eckpunkte zur Schaffung des einheitlichen Bankenaufsichtsmechanismus (Single Supervisory Mechanism, SSM). Am 19. März 2013 gab der Rat der Europäischen Union bekannt, dass mit dem Europäischen Parlament eine Einigung über die Errichtung einer zentralen europäischen Bankenaufsicht für die Eurozone erzielt worden sei. Demnach soll die EZB künftig alle Banken in der Eurozone überwachen, deren Bilanzsumme über 30 Milliarden Euro oder 20 Prozent der Wirtschaftsleistung eines Landes ausmacht. Damit fallen etwa 120 der insgesamt rund 6.000 Banken in der Eurozone direkt unter die Kontrolle der EZB. Der Rest soll weiterhin von den nationalen Aufsichtsbehörden überwacht werden, was ein zentrales Anliegen der deutschen Regierung war: In Deutschland sind somit insbesondere die Sparkassen und Volksbanken von der zentralen Kontrolle ausgenommen.
Im März 2014 einigte sich die Europäische Kommission auf die letzten Modalitäten der Bankenunion.
Diese mündeten im Mai 2014 in der Veröffentlichung der EU-Abwicklungsrichtlinie (BRRD) und des einheitlichen Abwicklungsmechanismus (SRB). Ab November 2014 nahm die EZB ihre neuen Aufgaben in der Bankenaufsicht unter dem SSM auf.

## Vergemeinschaftung der Kosten und Altlasten
Die Bankenunion sieht über den Abwicklungsfonds des SRM bis 2023 eine zugweise Vergemeinschaftung der Kosten einer zukünftigen Bankenrettung vor. Eine Vergemeinschaftung der Haftung für bereits 2014 bestehende Kapitallücken in den Bankbilanzen (sogenannte Altlasten, englisch legacy assets) soll allerdings verhindert werden: Solche Lücken sind noch unter nationaler Bankenaufsicht entstanden und sollen daher national bereinigt werden, ehe die Haftung vergemeinschaftet wird. Erst danach kann die Bankenunion mitsamt europäisierter Haftung für Versäumnisse starten, die unter Kontrolle des SSM entstehen. Vor diesem Hintergrund kam der umfassenden Bilanzüberprüfung (englisch comprehensive assessment) der SSM-Banken, die unter Leitung der EZB bis Oktober 2014 durchgeführt wurde, entscheidende Bedeutung zu.
Im Rahmen der Bilanzprüfungen wurden die Bilanzen von 130 Großbanken der Eurozone überprüft. Die Prüfung bestand aus einer rückblickenden Prüfung der Aktiva (englisch asset quality review) und zukunftsorientierten, auf Szenarien beruhenden Stresstests. Die Ergebnisse wurden Ende Oktober 2014 veröffentlicht; dabei wurde bei 25 europäischen Banken (davon eine Bank in Deutschland) eine ungenügende Kapitalausstattung ermittelt. Die in dieser Weise identifizierten Altlasten sind unter nationaler Verantwortung zu bereinigen.